# Logical Block Addressing
Logical block addressing (LBA) är ett vanligt adresseringssystem gjort för att specificera platsen av datablock sparade på datorminnen, vanligtvis det andra minnet på hårdvara såsom hårddiskar. Termen LBA kan antingen betyda adressen eller datablocket. Det är typiskt att varje logiskt block i moderna datorsystem är 512 eller 1024 byte. ISO 9660 CD:ar använder block som är 2048 byte.